# Henning Schliephake
Henning Schliephake (* 27. Februar 1960 in Gladbeck) ist ein deutscher Facharzt für Allgemeine Chirurgie und für Mund-, Kiefer- und Gesichtschirurgie.  Er ist Leiter der Abteilung für Mund-, Kiefer- und Gesichtschirurgie der Georg-August-Universität Göttingen.

## Leben
Schliephake studierte von 1979 bis 1984 Zahnmedizin und von 1982 bis 1989 Humanmedizin  an der Medizinischen Hochschule Hannover. Im Januar 1985 erfolgte die Approbation als Zahnarzt und im Dezember 1990 die Approbation als Arzt. 1988 promovierte er zum Dr. med. dent. und im April 1990 zum Dr. med. an der Medizinischen Hochschule Hannover.
Im Oktober 1995 habilitierte er für das Fach Mund-, Kiefer- und Gesichtschirurgie. Seit 2000 leitet er die Klinik für Mund-, Kiefer- und Gesichtschirurgie der Georg-August Universität in Göttingen. Im Jahr 2011 wurde er zum Mitglied der Leopoldina gewählt.

## Mitgliedschaften
- 2004–2006 Präsident der Deutschen Gesellschaft für Implantologie (DGI)
- 2004–2006 Vorstandsmitglied der Deutschen Gesellschaft für Zahn-, Mund- und Kieferheilkunde (DGZMK)
- 2007–2010 Schriftleitung der Zeitschrift für Zahnärztliche Implantologie (ZZI)
- 2010–2012 Präsident der Deutschen Gesellschaft für Zahn-, Mund- und Kieferheilkunde (DGZMK)

## Veröffentlichungen
Als Herausgeber und Autor hat Henning Schliephake u. a. folgende Bücher veröffentlicht:
- mit P.A. Reichart, J. Becker, F. W. Neukam, J.-E. Hausamen und R. Schmelzeisen Curriculum Chirurgie, Band I Zahnärztliche Chirurgie. Quintessenz, Berlin 2001 (1. Auflage), ISBN 978-3-87652-627-0
- mit P.A. Reichart, J. Becker, F. W. Neukam, J.-E. Hausamen und R. Schmelzeisen Curriculum Chirurgie, Band II Zahn-, und Mund- und Kieferkrankheiten. Quintessenz, Berlin 2002 (1. Auflage), ISBN 978-3-87652-628-7
- mit P.A. Reichart, J. Becker, F. W. Neukam, J.-E. Hausamen und R. Schmelzeisen Curriculum Chirurgie, Band II Mund-, Kiefer- und Gesichtschirurgie. Quintessenz, Berlin 2002 (1. Auflage), ISBN 978-3-87652-629-4
- mit E. Machtens, J.F. Reuther, H. Eufinger, A. Kübler und J.-E. Hausamen Mund-, Kiefer- und Gesichtschirurgie. Springer, Berlin 2011 (4. Auflage), ISBN 978-3-642-17800-9.
- mit E. Machtens, J.F. Reuther, H. Eufinger, A. Kübler und J.-E. Hausamen Traumatologie des Mund-, Kiefer-, Gesichtsbereichs. Springer, Berlin 2013, ISBN 978-3-642-40570-9.